# Liste der Bürgermeister des Distrikts Villa María del Triunfo

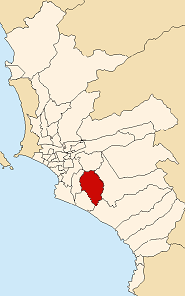
Lage des Distrikts Villa María del Triunfo innerhalb der Provinz Lima

Diese Liste der Bürgermeister des Distrikts Villa María del Triunfo führt die Bürgermeister (alcaldes distritales) des Distrikts Villa María del Triunfo auf. Villa María del Triunfo ist einer der 43 Stadtdistrikte der Provinz Lima in Peru und ist am 28. Dezember 1961 gegründet worden.
Seit den Kommunalwahlen 1963 werden die Bürgermeister in ganz Peru in freier und geheimer Wahl gewählt, mit Ausnahme der Jahre 1970 bis 1980, in denen nach einem Putsch die Militärregierung die Bürgermeister des Landes besetzte. Wie in jedem Distrikt Perus werden die Bürgermeister von Villa María del Triunfo seit den Kommunalwahlen 1998 für vier Jahre gewählt. Zuvor waren sie für drei Jahre gewählt. Der Amtseintritt ist der 1. Januar im auf die Wahl folgenden Jahr.
| Wahl (Nr.)                                                               | Bürgermeister                    | Partei                   | Amtszeit  |
| ------------------------------------------------------------------------ | -------------------------------- | ------------------------ | --------- |
| 1                                                                        | Aroldo Pretell Vega              | APRA-UNO                 | 1964–1966 |
| 2                                                                        | Aroldo Pretell Vega              | APRA-UNO                 | 1967–1969 |
| Von 1970 bis 1980 besetzte die Militärregierung die Bürgermeister Perus. |                                  |                          |           |
| 3                                                                        | Oscar López Chávez               | Acción Popular           | 1981–1983 |
| 4                                                                        | Washington Ipenza Pacheco        | Izquierda Unida          | 1984–1986 |
| 5                                                                        | Walter Machuca Arteta            | APRA                     | 1987–1989 |
| 6                                                                        | Luis Villavicencio Torres        | Izquierda Unida          | 1990–1992 |
| 7                                                                        | Aniceto Ibarguen Ríos            | Movimiento Obras         | 1993–1995 |
| 8                                                                        | Rafael Chacón Saavedra           | Cambio 90-Nueva Mayoría  | 1996–1998 |
| 9                                                                        | Washington Ipenza Pacheco        | Somos Perú               | 1999–2002 |
| 10                                                                       | Washington Ipenza Pacheco        | Somos Perú               | 2003–2006 |
| 11                                                                       | Juan José Castillo Angeles       | Unidad Nacional          | 2007–2010 |
| 12                                                                       | Silvia Barrera Vásquez           | Perú Posible             | 2011–2014 |
| 13                                                                       | Carlos Palomino Arias            | Solidaridad Nacional     | 2015–2017 |
| 13                                                                       | Ángel Chilingano Villanueva      | Solidaridad Nacional     | 2017–2018 |
| 13                                                                       | César Infanzón Quispe            | Solidaridad Nacional     | 2018      |
| 13                                                                       | Anatolia Golac Chamoli de Ludeña | Solidaridad Nacional     | 2018      |
| 14                                                                       | Eloy Chávez Hernández            | Perú Patria Segura       | 2019–2022 |
| 15                                                                       | Eloy Chávez Hernández            | Alianza para el Progreso | 2023–2026 |